# Manchester (Kentucky)
Manchester és una població dels Estats Units a l'estat de Kentucky. Segons el cens del 2000 tenia 1.738 habitants.

## Demografia
Segons el cens del 2000, Manchester tenia 1.738 habitants, 778 habitatges, i 455 famílies. La densitat de població era de 444,4 habitants/km².
Dels 778 habitatges en un 27,2% hi vivien nens de menys de 18 anys, en un 38% hi vivien parelles casades, en un 17,5% dones solteres, i en un 41,4% no eren unitats familiars. En el 39,5% dels habitatges hi vivien persones soles el 19% de les quals corresponia a persones de 65 anys o més que vivien soles. El nombre mitjà de persones vivint en cada habitatge era de 2,16 i el nombre mitjà de persones que vivien en cada família era de 2,89.
Per edats la població es repartia de la següent manera: un 22,6% tenia menys de 18 anys, un 8,9% entre 18 i 24, un 28,1% entre 25 i 44, un 22,3% de 45 a 60 i un 18,1% 65 anys o més.
L'edat mediana era de 38 anys. Per cada 100 dones de 18 o més anys hi havia 73,8 homes.
La renda mediana per habitatge era de 15.923 $ i la renda mediana per família de 25.625 $. Els homes tenien una renda mediana de 23.235 $ mentre que les dones 17.361 $. La renda per capita de la població era de 13.751 $. Entorn del 27% de les famílies i el 31,6% de la població estaven per davall del llindar de pobresa.

## Poblacions més properes
El següent diagrama mostra les poblacions més properes.